# Alfred Kappelmacher
Alfred Kappelmacher (Vienna, 14 maggio 1876 – Vienna, 28 dicembre 1932) è stato un filologo classico austriaco.

## Biografia
Dopo gli studi ginnasiali Kappelmacher studiò filologia classica all'Università di Vienna, dove fu influenzato in modo particolare dalle idee di Friedrich Marx, Edmund Hauler e Karl Schenkl. Si addottorò nel 1899 con una tesi intitolata Studia Iuvenalia, che fu data alle stampe nel 1903. Un anno dopo il dottorato sostenne l'esame e divenne insegnante di scuola superiore a Nikolsburg dopo aver completato l'anno di prova, e dal 1904 a Vienna. Oltre all'attività di insegnamento, pubblicò numerosi studi su vari scrittori del latino postclassico. Nel 1918 sostenne l'abilitazione come professore con la tesi Untersuchungen zur Enzyklopädie des A. Cornelius Celsus e divenne docente privato presso l'Università di Vienna. Nel 1924 fu nominato professore associato. Un anno prima della sua morte, succedette al suo maestro Hauler come professore ordinario di filologia classica.
Kappelmacher si interessò per tutta la vita alla letteratura latina, in particolare al primo periodo imperiale. Scrisse opere fondamentali sulla satira latina, sulla retorica e sulla scrittura tecnica. Riuscì a completare la sua opera principale, Die Literatur der Römer bis zur Karolingerzeit ("La Letteratura dei Romani fino all'epoca carolingia"), solo fino all'epoca di Tacito. Fu pubblicata postuma nel 1934 nella collana Handbuch der Literaturwissenschaft, completata dal suo collega Mauriz Schuster.